# Hypericum peninsulare
Hypericum peninsulare är en johannesörtsväxtart som beskrevs av Alice Eastwood. Hypericum peninsulare ingår i släktet johannesörter, och familjen johannesörtsväxter. Inga underarter finns listade i Catalogue of Life.